# Billy Casper
William Earl „Billy“ Casper (* 24. Juni 1931 in San Diego, Kalifornien; † 7. Februar 2015 in Springville, Utah) war ein US-amerikanischer Profigolfer. Seine überaus effiziente Spielweise und sein stilles Wesen standen im Gegensatz zu den berühmteren Zeitgenossen, den Big Three (Arnold Palmer, Jack Nicklaus und Gary Player). Er ist vielleicht deshalb die am wenigsten beachtete Größe in der Geschichte des professionellen Golfsports.

## Laufbahn
Nach einem Jahr Studium an der University of Notre Dame trat Casper 1954 der PGA Tour bei. Bereits zwei Jahre später gewann er sein erstes Turnier, die Labatt Open. In seiner bemerkenswerten Karriere errang Casper zwischen 1956 und 1975 auf der nordamerikanischen PGA TOUR 51 Turniersiege, darunter drei Majors. Damit nimmt er Rang sieben in der Liste der meisten Siege bei PGA-Touren ein. Zwischen 1964 und 1970 gewann er mehr PGA-Titel als die damaligen Stars Arnold Palmer und Gary Player zusammen, und vier mehr als Jack Nicklaus. Außerhalb der PGA Tour war Casper neunmal erfolgreich.
Er spielte achtmal (durchgehend von 1961 bis 1975) im Ryder Cup für die USA. 1979 war er Kapitän (non-playing captain) der Mannschaft. Bis auf eine (1969), die remis ausging, zur Cupverteidigung aber langte, wurden alle diese Begegnungen gewonnen. Mit insgesamt 23,5 Punkten ist er der erfolgreichste amerikanische Ryder-Cup Spieler überhaupt.
Auf der Senior PGA Tour konnte Casper neun Turniere gewinnen, darunter ein Senior Major, die US Senior Open 1983.
Nach dem Ende seiner Turnierlaufbahn widmete er sich mit Erfolg dem Design von Golfplätzen. Casper starb am 7. Februar 2015 in seinem Zuhause in Springville, Utah, im Alter von 83 Jahren infolge eines Herzinfarkts.

## Auszeichnungen
- PGA Player of the Year: 1966, 1970
- Vardon Trophy (für besten Schlagdurchschnitt): 1960, 1962, 1966, 1968
- Leading money winner (Geldranglistensieger): 1966, 1968
- World Golf Hall of Fame: 1978

## PGA Tour Siege
- 1956: Labatt Open
- 1957: Phoenix Open Invitational, Kentucky Derby Open Invitational
- 1958: Bing Crosby National Pro-Am Golf Championship, Greater New Orleans Open Invitational, Buick Open Invitational
- 1959: U.S. Open, Portland Centennial Open Invitational, Lafayette Open Invitational, Mobile Sertoma Open Invitational
- 1960: Portland Open Invitational, Hesperia Open Invitational, Orange County Open Invitational
- 1961: Portland Open Invitational
- 1962: Doral C.C. Open Invitational, Greater Greensboro Open, 500 Festival Open Invitation, Bakersfield Open Invitational
- 1963: Bing Crosby National Pro-Am, Insurance City Open Invitational
- 1964: Doral Open Invitational, Colonial National Invitation, Greater Seattle Open Invitational, Almaden Open Invitational
- 1965: Bob Hope Desert Classic, Western Open, Insurance City Open Invitational, Sahara Invitational
- 1966: San Diego Open Invitational, U.S. Open, Western Open, 500 Festival Open Invitation
- 1967: Canadian Open, Carling World Open
- 1968: Los Angeles Open, Greater Greensboro Open, Colonial National Invitation, 500 Festival Open Invitation, Greater Hartford Open Invitational, Lucky International Open
- 1969: Bob Hope Desert Classic, Western Open, Alcan Open
- 1970: Los Angeles Open, The Masters, IVB-Philadelphia Golf Classic, AVCO Golf Classic
- 1971: Kaiser International Open Invitational
- 1973: Western Open, Sammy Davis Jr.-Greater Hartford Open
- 1975: First NBC New Orleans Open

Major Championships sind fett gedruckt.

## Champions Tour Siege
- 1982: The Shootout at Jeremy Ranch, Merrill Lynch/Golf Digest Pro-Am
- 1983: U.S. Senior Open
- 1984: SENIOR PGA TOUR Roundup
- 1987: Del E. Webb Arizona Classic, Greater Grand Rapids Open
- 1988: Vantage At The Dominion, Mazda SENIOR TOURNAMENT PLAYERS Championship
- 1989: Transamerica Senior Golf Championship

Senior Major fett gedruckt.

## Andere Turniersiege
- 1958: Havana Invitational
- 1959: Brazilian Open
- 1960: Brazilian Open
- 1974: Trophée Lancôme (Frankreich, damals noch kein European Tour Event)
- 1975: Italian Open (European Tour)
- 1977: Mexican Open
- 1984: Legends of Golf (mit Gay Brewer)
- 1985: Union Mutual Seniors, Doug Sanders Invitational

## Teilnahmen an Teambewerben
- Ryder Cup: 1961, 1963, 1965, 1967, 1969, 1971, 1973, 1975, 1979